# Richard Neuhauss

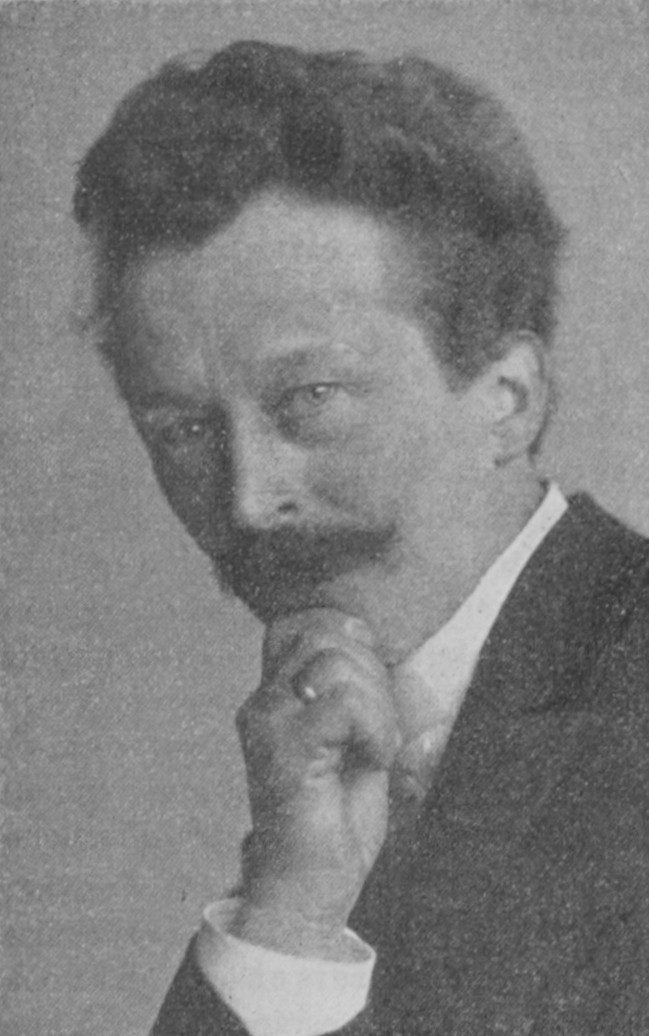
Richard Neuhauss

Richard Gustav Neuhauss (* 17. Oktober 1855 in Blankenfelde; † 9. Februar 1915 in Groß-Lichterfelde) war ein deutscher Arzt und als Anthropologe ein Förderer der wissenschaftlichen Photographie.

## Lebensweg

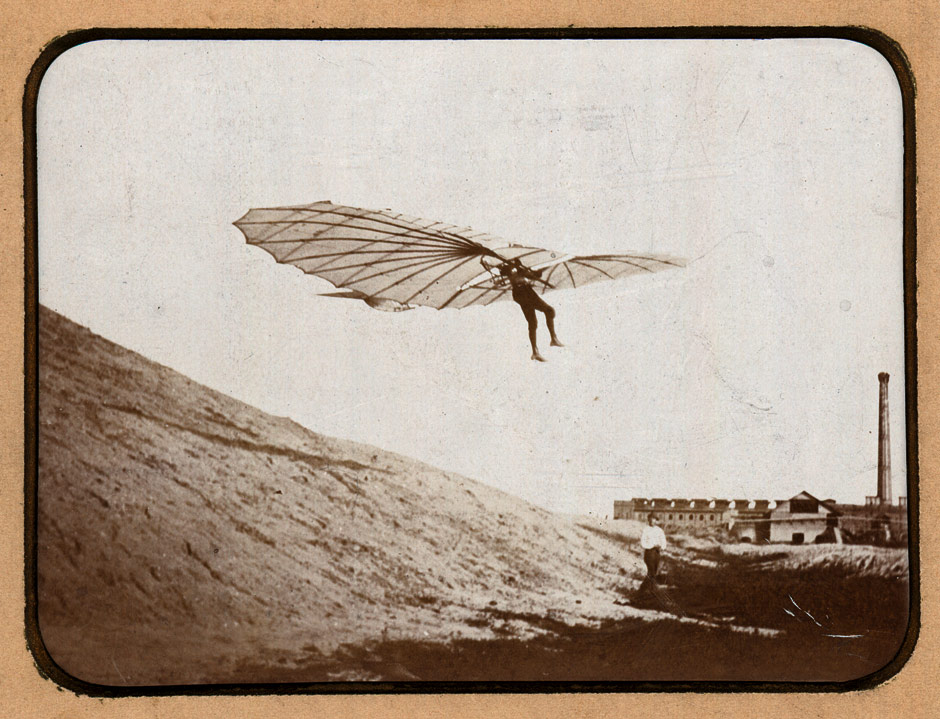
Flug Otto Lilienthals, 29. Mai 1895, Foto von Richard Neuhauss

Richard Neuhauss studierte Medizin in Heidelberg und Berlin. An der Universität Leipzig wurde er 1883 zum Dr. med. promoviert. Er war verheiratet.
1884 ging er auf Weltreise, die ihn unter anderem auch nach Hawaii führte. Ab 1886 war er als praktischer Arzt in Berlin tätig. 1886 war Neuhauss Assistenzarzt am Bethanien-Krankenhaus in Berlin.
Richard Neuhauss ist es zu verdanken ist, dass Otto Lilienthals Flugversuche fotografisch überliefert wurden. Als Amateurfotograf machte Neuhauss zwischen 1894 und 1896 zahlreiche Aufnahmen der Flugversuche Lilienthals an dem berühmten „Berg“ in Lichterfelde. Einige seiner Bilder erschienen als Serie im Postkartenformat. Von 1893 bis 1903 war er in unterschiedlichen Funktionen und als Herausgeber der Photographischen Rundschau verantwortlich tätig. In diesen Jahren erhielt er eine Professur (wohl „e.h.“).
Ab 1904 war Neuhauss als praktischer Arzt in Berlin-Lichterfelde niedergelassen. Als Anthropologe interessierte er sich besonders für wissenschaftliche Fotografie. Er war Mitglied der Berliner Gesellschaft für Anthropologie, Ethnologie und Urgeschichte, zeitweise als Kustos der Photographien-Sammlung und Mitglied des Vorstands (Schriftführer).
Von 1908 bis 1910 hielt er sich forschend in Deutsch-Neuguinea auf. 1909 begab er sich mit mehreren Missionaren auf eine Expedition ins Gebiet der Laewomba. Danach forschte er im Bereich des Huon-Golfs. Auf dem Sepik traf er mit dem Botaniker Richard Schlechter und Otto Schlaginhaufen zusammen. Über diese Zeit verfasste er ein dreibändiges Werk.
Er war 1914 als Mitglied für die geplante deutsch-englische Luftschiffexpedition zur Erforschung Neuguineas vorgesehen.
Nach Ausbruch des Ersten Weltkriegs leitete er eine Seuchenstation in Berlin-Lichterfelde. Bei dieser Tätigkeit starb er an einer Diphtherieinfektion.

## Schriften (Auswahl)
invers chronologisch
- Die Stuttgarter Totenmaske Schillers. In: Zeitschrift für Ethnologie 46. Jg., 1914, S. 531–535.
- Schillers Schädel. In: Zeitschrift für Ethnologie 46. Jg., 1914, S. 114f.
- Unsere Kolonie Deutsch-Neuguinea. Weimar 1914.
- Schillers Schädel. Eine Besprechung des Werkes von A. v. Froriep. In: Zeitschrift für Ethnologie 45. Jg., 1913, S. 973–1002.
- Über Schillers Schädel und Totenmaske. In: Zeitschrift für Ethnologie 44. Jg., 1912, S. 668–674. (Diskussion bis S. 676.)
- Deutsch-Neuguinea. Berlin 1911, 3 Bände.
- Anleitung zur Mikrophotographie, 2. Auflage 1908
- Lehrbuch der Projektion, Wilhelm Knapp, Halle/Saale 1901, 2. Auflage 1907
- Lehrbuch der Mikrophotographie, 3. Auflage 1907
- Die Farbenphotographie nach Lippmannschem Verfahren, Enzyklopädie der Photographie Heft 33, 1898
- Die Photographie auf Forschungsreisen und die Wolkenphotographie (Enzyklopädie der Photographie Heft 5), 1894
- Die Hawaii-Inseln. Habel, Berlin 1886 (Digitalisat)